# スーパーロボット大戦α外伝
『スーパーロボット大戦α外伝』（スーパーロボットたいせんアルファがいでん）は、バンプレストから発売されたシミュレーションRPG。
キャッチコピーは「衝撃の風が吹いた」。

## 概要
SDで表現されたロボットたちが競演するクロスオーバー作品『スーパーロボット大戦シリーズ』の一作。初代プレイステーションにおけるシリーズ最後のソフト。前作『スーパーロボット大戦α』（以下『α』）に始まる、シリーズカテゴリの一つである「αシリーズ」の第2作目。続編には『第2次スーパーロボット大戦α』（以下『第2次α』）と『第3次スーパーロボット大戦α 終焉の銀河へ』（以下『第3次α』）が制作されている。
『第3次α』でαシリーズを完結させることや、その参戦作品などが前作『α』開発当初から決められており、本作は当初のαシリーズの制作予定には組み込まれていなかった。しかし、『α』がスーパーロボット大戦シリーズ最高のセールスを記録したこともあり、バンプレストの上層部から「『α』のファンディスクでも出してみては?」と提案され、ならばファンディスクではなくきちんとした形で思い切りやってみようと急遽本作の開発が決定された。こうした経緯から、本作は前作『α』のシステムをある程度継承し変更点が少ないため、「第2次」を銘打つのは相応しくないという製作サイドの意向によりαシリーズの第2作目でありながら「外伝」を銘打っている。
話数の最長はハードルートの全45話（ノーマルとイージーは全43話）。獲得した熟練度によって終盤の展開が異なるが、『第3次α』の公式HPにおけるαシリーズのストーリー説明では、ハードルートの結末が正史として扱われている。「未来へ飛ばされる」というストーリーの大きな転換が序盤にあり、そのほとんどのストーリーが未来の地球で描かれる。世界観の関係上、宇宙のステージが少ないのも特徴である。シナリオは従来より「ライトかつ汗臭いノリ」を目指して作られており、『戦闘メカ ザブングル』や『∀ガンダム』の原作におけるコメディータッチなエピソードが随所に再現されている。他には、チームや部隊が仲間同士の対立を乗り越えることがテーマのひとつになっているため、登場人物達が一時的だがいがみ合うイベントが多い。αシリーズの中で唯一バンプレストオリジナルの主人公が設定されていない作品であるが、シナリオの流れとしては『無敵鋼人ダイターン3』の破嵐万丈が主役として想定されており、前作『α』の主人公は行方不明になっていることが作中で語られている。
『α』で採用された戦闘シーンのフルアニメーションについては、前作より大きく多彩にアニメーションするようになっている。『α』から引き続いて登場したユニットについても一部描き下ろし、および再構成がなされていたり、一部の攻撃ミスにも演出が加わるなど演出面が大きく強化された。
イラストボードやメモリーカードケース・シールが付属する限定版も同時に発売され、後の2002年12月5日にPS one Books版（廉価版）が、『第3次α』発売時の2005年7月28日には『α』（PS版）・『第2次α』の2本を加えた『スーパーロボット大戦α PREMIUM EDITION』が発売された。2011年12月21日にゲームアーカイブスでの配信も開始されている。
「PlayStation Awards 2001」において、ゴールドプライズ（累計出荷本数50万本以上100万本未満のタイトルに対して贈られる）を受賞した。

## あらすじ
新西暦187年12月。地球にはバルマー戦役（『α』での戦い）最終決戦の際に生じた、超重力崩壊の衝撃波の脅威が目前に迫っていた。それを防ぐため、各スーパーロボット研究所の協力と破嵐財閥とマオ・インダストリーのもと、地球を丸ごとバリアで覆うイージス計画が着々と進められていた。
かつてのロンド・ベル隊の多くが新たな組織・プリベンターに結集され、イージス計画の掌握を企むティターンズやマリーメイア軍を撃退。しかし、その戦いで現れたネオ・グランゾンを倒したことにより時空間のゲートが開かれ、プリベンターのメンバー達は荒廃し変わり果てた未来の地球へと飛ばされてしまう。
惑星ゾラとよばれている未来の地球では、月の民・ムーンレィスや惑星ゾラの支配階級・イノセント、さらにはバルマー戦役以前に撃退したはずの恐竜帝国に、地球の後継者を名乗るアンセスターらが覇権を巡り争っていた。未来世界での仲間を加えて集結したプリベンターは、死闘の末、惑星ゾラでの戦いに終止符を打つとともに、新西暦の時代へと帰還する。そこで再び待ち構えていたシュウ・シラカワとの最後の戦いに勝利し、イージス計画を完遂することに成功。地球は超重力崩壊の衝撃波から救われた。

## 参戦作品

### 一覧
★マークはシリーズ初参戦作品。
- 超獣機神ダンクーガ
- ★銀河旋風ブライガー
- 機動戦士ガンダム0083 STARDUST MEMORY
- 機動戦士Ζガンダム
- 機動戦士ガンダムΖΖ
- 機動戦士ガンダム 逆襲のシャア
- 機動戦士Vガンダム
- 新機動戦記ガンダムW Endless Waltz
- ★機動新世紀ガンダムX
- ★∀ガンダム
- 無敵鋼人ダイターン3
- ★戦闘メカ ザブングル
- マジンガーZ
- グレートマジンガー
- 劇場版マジンガーシリーズ
- ゲッターロボ
- ゲッターロボG
- 真・ゲッターロボ（原作漫画版）
- 超電磁ロボ コン・バトラーV
- 超電磁マシーン ボルテスV
- 勇者ライディーン
- 超時空要塞マクロス
- 超時空要塞マクロス 愛・おぼえていますか
- マクロスプラス
- バンプレストオリジナル
- 超機大戦SRX
- 魔装機神 THE LORD OF ELEMENTAL

### 解説
初参戦作品は『銀河旋風ブライガー』・『機動新世紀ガンダムX』・『∀ガンダム』・『戦闘メカ ザブングル』の4作品。
前作『α』から多くの作品が引き続き登場しているが、人物・ユニットは主人公格が中心であり、ストーリーに絡まない作品も多い。『機動新世紀ガンダムX』・『∀ガンダム』・『戦闘メカ ザブングル』の3作品は、遠い未来の荒廃した地球を舞台にしていることもあり、プレイヤー部隊が未来世界に飛ばされてからの登場となる。『銀河旋風ブライガー』は未来世界に飛ばされる直前で登場するが、原作再現は未来世界で行われる変則的な展開となった。
『銀河旋風ブライガー』のメインキャラクター2人に代役が立てられている。ブラスター・キッド役で故人の塩沢兼人には山崎たくみが、かみそり・アイザック役で声優を引退した曽我部和恭には置鮎龍太郎がそれぞれ立てられた。なお『超獣機神ダンクーガ』の司馬亮や『超電磁マシーン ボルテスV』の峰一平のように、それ以前の作品で音声の収録が行われているキャラクターは本作でもそれを流用しており、以後の作品で同様のケースが起こった場合にもこれを踏襲している。
マクロスシリーズのキャラクターは『α』に引き続き、『超時空要塞マクロス 愛・おぼえていますか』の設定が採用されている。マクシミリアン・ジーナスとミリア・ファリーナ・ジーナスの2人は、『α』では進め方次第で容姿が大きく変化したが、本作では『超時空要塞マクロス』の姿で登場する。
本作では、それまでのシリーズ作品では目立つことの少なかった『グレートマジンガー』の剣鉄也にスポットが当てられており、未来世界において最初は鉄也が中心となってストーリーが進行するほか、鉄也の兜甲児に対するコンプレックスもクローズアップされた。
『魔装機神 THE LORD OF ELEMENTAL』は、DC戦争シリーズにおける『第3次スーパーロボット大戦』から『スーパーロボット大戦EX』までと時系列が同一。ただし、マサキがかつての愛機ジャオームに搭乗したり、魔装機神の追加武装やミオのファミリアが登場するなど、時系列が異なる箇所がある。なお本作からおよそ1年前に発売されたサウンドトラック『天空の章』で「『α』には出ないがその次には出る」と言及されていた（他にCD内で『α』で出番がないと聞いたミオが「αに意地でも出てやる」とも）。また『超機大戦SRX』は、『α』後にRシリーズが封印されており、一部の機体が登場せずSRXへの合体も行われない。

### パッケージ登場機体
通常版、限定版前面
- グレートマジンガー（グレートマジンガー）
- VF-1S（一条輝機）（超時空要塞マクロス）
- コン・バトラーV（超電磁ロボ コン・バトラーV）
- ブライガー（銀河旋風ブライガー）
- ライディーン（勇者ライディーン）
- ダンクーガ（超獣機神ダンクーガ）
- ザブングル（戦闘メカ ザブングル）
- ∀ガンダム（∀ガンダム）

限定版背面
- ウォーカー・ギャリア（戦闘メカ ザブングル）
- ガンダムX（機動新世紀ガンダムX）
- ライディーン（勇者ライディーン）
- ボルテスV（超電磁マシーン ボルテスV）
- ダンクーガ（超獣機神ダンクーガ）
- YF-19（マクロスプラス）
- 真・ゲッター2（真・ゲッターロボ）
- ブライガー（銀河旋風ブライガー）

## システム
ここでは、本作特有のシステムや新規追加・変更されたシステムについて解説する。シリーズ共通のシステムについてはスーパーロボット大戦シリーズのシステムを参照。
システム以外ではステータスの見直しがされている。命中率と回避率に影響していたパイロットパラメータの1つ「反応」が廃止され、「反応」が一定値を越えると可能だった2回行動も無くなった。これに代わり、被ダメージ量に影響するパラメータ「防御」が追加され、ダメージの計算式が大幅に変更された。また、ユニットパラメータの1つ「運動性」が、命中率には加算されず回避率のみに適用されるようになった。
援護システム
『スーパーロボット大戦COMPACT2』で好評だったことから、αシリーズでも本作より採用された。なおディスクメディア作品ではこれが初の採用である。本作より援護行動を行うかどうかを選択できるようになったが、援護ユニットや使用武器の変更といった細かい設定は不可能。
システムの詳細はスーパーロボット大戦シリーズのシステム#援護システムを参照のこと。
武器改造
武器の改造はこれまでの各武器を個別に強化する方式から、全ての武器を一括で強化する方式に変更された。以降の作品では、武器の持ち替えができる『スーパーロボット大戦ORIGINAL GENERATION』などのOGシリーズを除いて標準仕様となる。
熟練度システム
前作『α』から継承したシステムで、本作以降の作品では強敵撃破や攻略ターン数などの条件を満たすことで、1シナリオにつきに1つ熟練度を獲得する方式となった。獲得した熟練度によって、ゲームの難易度がイージー・ノーマル・ハードの3段階に変化する。各難易度は、イージーは『α』より少し上・ノーマルはシリーズを数本プレイ済みのプレイヤー向け・ハードはシリーズを追いかけてきたプレイヤー向けにそれぞれ想定されている。なお獲得条件は表示されず、獲得した時にその旨のメッセージが出る。
コンテナ
MAP上に最初からコンテナが置かれている場合があり、そこにユニットを移動させると中の強化パーツ・資金・ユニットを入手できる。ただし敵ユニットが移動するとアイテムを奪われてしまい、コンテナを奪い合うシナリオもある。

### 原作設定を再現したシステム
マウンテンサイクル
『∀ガンダム』から採用されたシステム。洞窟の入り口などMAP上の特定の場所にユニットを移動させると、強化パーツやユニットを入手できる。『第4次スーパーロボット大戦』・『新スーパーロボット大戦』と同様のアイテム入手方法で、本作には精神コマンド「探索」がないため捜索は困難だが、見返りも大きく高性能な強化パーツやユニットを入手できることが多い。
バザー
『戦闘メカ ザブングル』に登場した鉱石ブルーストーンを使い、インターミッション中（選択できないMAPもある）に強化パーツやユニットを売買することができる。ブルーストーンは特定の敵を撃破した際や、コンテナから入手できる。ファミリーコンピュータ版の『第2次スーパーロボット大戦』のショップ以来のアイテム売買システムで、本作以降の一部作品でも強化パーツの売買が採用されている。
月
『機動新世紀ガンダムX』から登場する機体ガンダムX・ガンダムダブルエックスに適用されるシステム。劇中同様に夜間など月を目視できる場合に、武装の「サテライトキャノン」・「ツインサテライトキャノン」が使用可能となる。

## オリジナルキャラクター
上述の通り、今作では主人公選択システムが無く、前作『α』に登場した主人公8名も登場しない。

### SRXチーム
リュウセイ・ダテ
R-1が解体されたため、序盤は量産型のPTに搭乗している。後半は未来の世界で発掘されたR-1改に乗ることに。EDで投獄されてしまうが、これは『スーパーヒーロー作戦』のリュウセイの状況に繋がっている。
ライディース・F・ブランシュタイン
序盤とハードルートの終盤のみ参戦。R-2パワードが解体されたため、量産型ゲシュペンストMk-IIに乗っている。
アヤ・コバヤシ
パイロットとしてはハードルートの終盤のみ参戦。R-3パワードは解体されなかったため、そのまま搭乗。
ヴィレッタ・バディム
イングラムに代わり、SRXチームの隊長となった。R-GUNパワードに搭乗しているが、EDで解体されてしまう。なお、本作での専用BGMは「TIME DIVER」である。
レビ・トーラー
パイロットとしてはハードルートの終盤のみ参戦。R-GUNはヴィレッタが乗っているので量産型ヒュッケバインMk-IIに搭乗。

### ラ・ギアス関係者
マサキ・アンドー
サイバスターの操者。序盤はかつての愛機ジャオームに搭乗。ファミリアのシロとクロも一緒。
リューネ・ゾルダーク
ヴァルシオーネRのパイロット。序盤はヤンロンと共に行動していた。
テュッティ・ノールバック
ガッデスの操者。マサキの姉的存在。オーバーホールが完了したサイバスターを届けにミオ達と共に地上へやってくる。趣味はサウナの北欧系美人。
ホワン・ヤンロン
グランヴェールの操者。中国拳法の達人。元体育教師の中国人青年。序盤はリューネと共に行動していた。古典から言葉を引用する癖がある。
ミオ・サスガ
ザムジードの操者。合気道の達人。女子高生風の口調だが精神年齢は高く、怒ると怖い。テュッティらと共に地上へやってくる。
プレシア・ゼノサキス
マサキの義妹。ディアブロの操者。テュッティらと共に地上へやってくる。
セニア・グラニア・ビルセイア
ラングランの王女。ノルス･レイの操者。テュッティらと共に地上へやってくる。
ウェンディ・ラスム・イクナート
サイバスターなどの魔装機の開発者。テュッティらと共に地上へやってくる。
シュウ・シラカワ
邪神ヴォルクルス復活のために敵となる。ハードルートの最終ボス。本作で『第3次スーパーロボット大戦』と同様のシュウの最期が描かれたが、αシリーズでは本作以降登場しないため、その後復活出来たかどうかは不明。
サフィーネ・ゼオラ・ヴォルクルス
シュウの部下。ウィーゾル改の操者。序盤の選択ルートで一度登場するほか、ハードルートで敵として登場する。
モニカ・グラニア・ビルセイア
ラングランの王女。ノルス･レイの操者。ハードルートで敵として登場する。

### その他のキャラクター
イルムガルト・カザハラ
序盤とハードルートの終盤で参戦。今回は量産型ゲシュペンストMk-IIに乗っている。専用BGMは「TIME TO COME」。
安西エリ
本作の世界観と超考古学者という役柄、説明役として登場。また、ソフィア・ネートを知る人物としての出番も。

### アンセスター
未来世界で遭遇する、アースクレイドルを本拠地とする謎の勢力。自己修復機能を持つ金属細胞「マシンセル」の技術を持ち、荒廃した地球環境の再生を目的としている。アンセスターとは「先住民」の意。本作では『戦闘メカ ザブングル』や『∀ガンダム』とのクロスオーバーが図られている。
ゼンガー・ゾンボルト
プリベンターの前に立ちふさがるスレードゲルミルのパイロット。
イーグレット・ウルズ
マシンナリー・チルドレンのリーダー格。過激な一面のある他の2人よりも安定している様子。
イーグレット・アンサズ
マシンナリー・チルドレンの1人。
イーグレット・スリサズ
マシンナリー・チルドレンの1人。
メイガス
とあるドームで出会う女性。それは偽装であり、アンセスターを統括する存在である。元は人間の女性であるが、イーグレット・フェフ博士によってマシンセルを注入されているために肌が変色している。最後はアウルゲルミルで戦いを挑んでくる。イージールート・ノーマルルートの最終ボス。
ソフィア・ネート
アースクレイドルで眠りに着いた女性科学者。安西エリ博士とは友人同士である。
イーグレット・フェフ
故人。直接は登場しない。過去、目覚めた時に起こった事件で死亡した。

## スタッフ
プロデューサー
じっぱひとからげ、寺田貴信
構成・シナリオ
寺田貴信
オリジナルメカデザイン
永井豪、石川賢、大河原邦男、宮武一貴、カトキハジメ、福地仁、丸山功一、守谷淳一、レイアップ
オリジナルキャラクターデザイン
河野さち子
ゲストメカデザイン
環望、富士原昌幸、津島直人
原画・監修
杉浦俊朗
サウンド / SE / 音声編集
鶴山尚史、花岡拓也

## 主題歌
シリーズで初めて、オープニング・エンディングテーマがつけられた。主題歌は、これ以降『スーパーロボット大戦GC』を除き、据え置き型ゲーム機作品の定番となっている。
オープニングテーマ「鋼の救世主（メシア）」
作詞：影山ヒロノブ / 作曲：千沢仁 / 編曲：須藤賢一 / 歌：JAM Project
『スーパーロボット大戦OG ORIGINAL GENERATIONS』では、「鋼の救世主 Ver.OG」と題しBGMとして収録された。
エンディングテーマ「POWER」
作詞：工藤哲雄 / 作曲：千沢仁 / 編曲：須藤賢一 / 歌：JAM Project

## プロモーション

### テレビCM
ナレーションは、初参戦の『∀ガンダム』の主人公ロラン・セアック役の朴璐美が務めた。

### 購入特典
予約特典は、オリジナルポストカードおよびプラスチックモデル『魔装機神サイバスター』限定カラー仕様（ソフマップ限定）。

## 関連作品

### 攻略本
- スーパーロボット大戦α外伝 コンプリートガイド ISBN 9784757704664
- スーパーロボット大戦α外伝 パーフェクトガイド ISBN 9784757724839
- 完全版 スーパーロボット大戦α外伝 最終攻略ガイド ISBN 9784887490659
- スーパーロボット大戦α外伝攻略本 魂!! ISBN 9784925075978
- スーパーロボット大戦α外伝 攻略聖典 ISBN 9784840102940
- スーパーロボット大戦α外伝 完全攻略ガイド ISBN 9784840218252
- プレイステーション必勝法スペシャル スーパーロボット大戦α外伝 ISBN 9784766938203
- スーパーロボット大戦α外伝 超攻略指南大全 極 ISBN 9784575162622
- スーパーロボット大戦α外伝 必勝戦術講義 ISBN 9784063393811
- スーパーロボット大戦α外伝 究極設計伝導書 ISBN 9784087791099

### コミック
鋼の救世主
双葉社、作：富士原昌幸、スーパーロボットマガジン連載。アクションコミックス全1巻。ISBN 9784575937879
本作のオリジナル敵ロボット「スレードゲルミル」のメカデザインを担当した富士原昌幸によるゲーム本編の漫画化。漫画内に登場したスレードゲルミルの設定は、後の『スーパーロボット大戦OG ORIGINAL GENERATIONS』にも採用された。
スーパーロボット大戦トリビュート 2 α外伝編 ISBN 9784063344349
スーパーロボット大戦トリビュート 3 α外伝編II ISBN 9784063345032
講談社、マガジンZコミックスデラックス。
バンプレスト監修のアンソロジーコミック。未来に行かなかったメンバーと恐竜帝国およびアンセスターらの対決や、ゲーム本編では語られなかったサブストーリーを描いている。
スーパーロボット大戦α外伝 4コマギャグバトル
2001年7月10日初版、光文社、火の玉ゲームコミックシリーズ。ISBN 9784334805340
複数作家による二次創作4コマ漫画。
スーパーロボット大戦α外伝 4コマギャグバトル 超熱血編
2001年11月10日初版、光文社、火の玉ゲームコミックシリーズ。ISBN 9784334805425
複数作家による二次創作4コマ漫画。
スーパーロボット大戦α外伝 コミックアンソロジー
2001年8月10日初版、光文社、火の玉ゲームコミックシリーズ。ISBN 9784334805371
複数作家による二次創作短編漫画。
スーパーロボット大戦α外伝 4コマKINGS
2001年9月15日初版、一迅社、DNAメディアコミックス。ISBN 9784758000062
複数作家による二次創作4コマ漫画。
スーパーロボット大戦α外伝 コミックアンソロジー
2001年10月15日初版、一迅社、DNAメディアコミックス。ISBN 9784758000109
複数作家による二次創作短編漫画。

### ムック
- スーパーロボット大戦α外伝を一生楽しむ本 ISBN 9784766938463
- スーパーロボット大戦αシリーズファンブック ISBN 9784334901288

### CD
スーパーロボット大戦α外伝 オリジナルサウンドトラック
2001年5月23日発売 ランティス
本編BGMを収録したサウンドトラックCD。
スーパーロボット大戦α コンプリートサウンドトラック
2001年8月1日発売 ランティス
本作のBGMに、『α』のPS版・DC版両方のBGMを収録したサウンドトラックCD。
なお両サウンドトラックCDには、『∀ガンダム』関連のBGMは収録されていない。